# Silopi

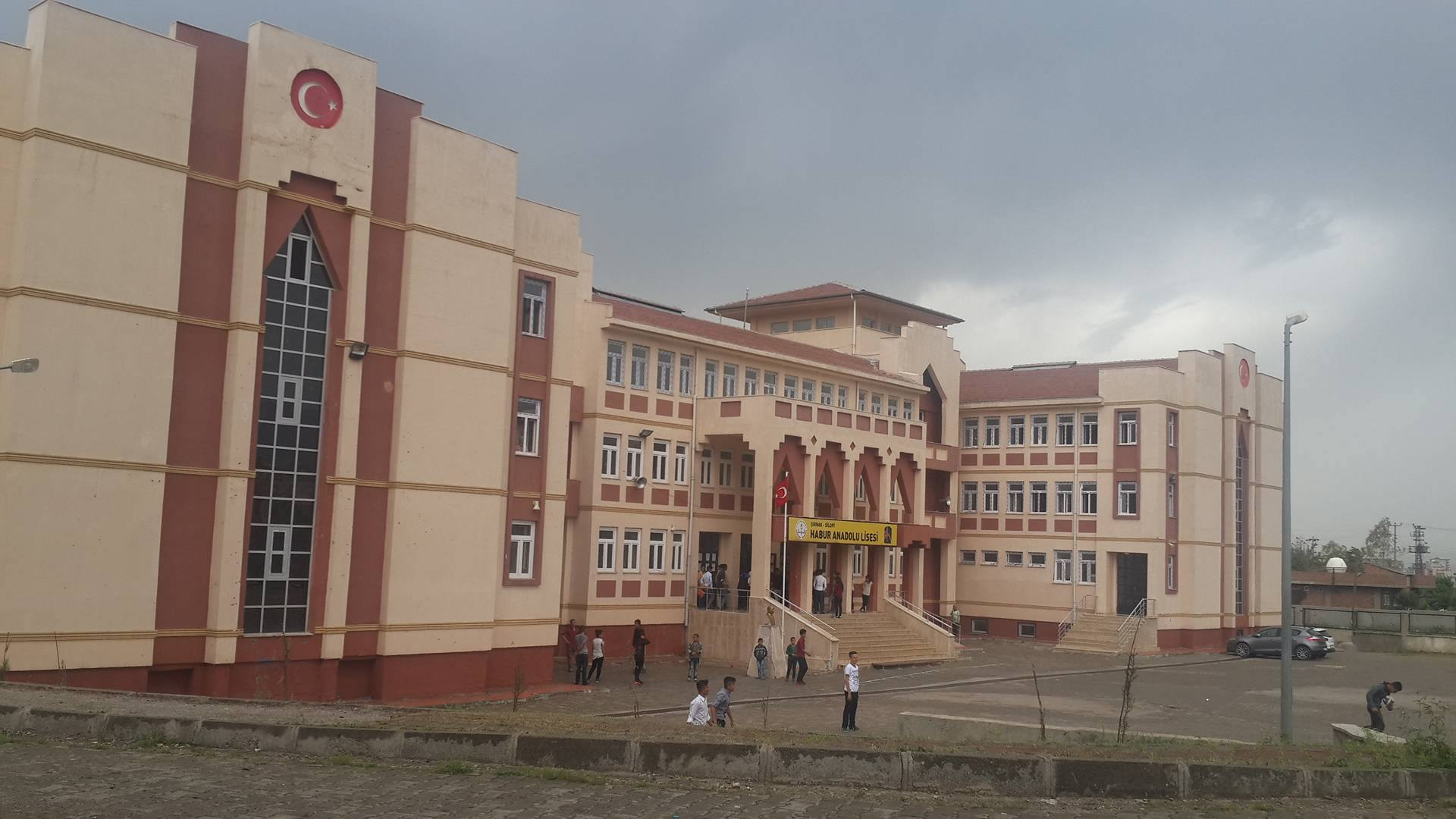
Habur Anadolu Lisesi in Silopi district

Silopi là một huyện thuộc tỉnh Şırnak, Thổ Nhĩ Kỳ. Huyện có diện tích 730 km² và dân số thời điểm năm 2007 là 96690 người, mật độ 132 người/km².